# 走路痛
走路痛（英語：WalkTone；1988年11月10日—），臺灣YouTuber，畢業於淡江大學資訊傳播學系。頭銜為「宅文創說書人」，原為小說創作者，著有小說《獅子與火龍果》，後轉為自產影片內容，其影片多以臺灣原創書籍、文創、遊戲、桌遊、寵物等內容為主。

## 頻道發展
從小對文字有興趣，畢業後進入職場，原為電子商務社群編輯，並兼職創作小說《獅子與火龍果》，為了宣傳作品而開始自學影片，於2016年開始經營「走路痛WalkTone」頻道，直到當年11月，以介紹童書《爺爺的天堂筆記本》的影片在Facebook流傳，並破百萬點閱，此後決定投入全職的YouTube頻道經營，以「宅文創說書人」為名，專攻文創作品推廣之主題。目標為成為「國內宅文創個人新媒體指標」。
2017年針對台北燈節林默娘花燈事件創作影片《超級全能二次元改造王》。
2017年於世大運期間與台北市長柯文哲合作宣傳影片〈當作動漫展就對了！教你三招攻略世大運〉，該影片也為該頻道目前點閱最高之影片。

## 風格及特色
走路痛的筆名靈感純粹起源於自己的扁平足，影片以機械男音為配音，原先不露真聲、不常露臉。後常與柏慎等人合作，並推出新系列「一首歌唱完」。
內容多以自己的寵物貓咪擔任主角，有虎斑貓「拜拜」（已經成為天使）、黑貓「小黑」、以及後來領養的「哭哭」。
影片主題主要有：介紹童書繪本的「痛說書」、介紹遊戲影視的「痛推坑」，以及主打寵物短劇的「肉球事務所」、「痛廢片」，與柏慎等人合作的「一首歌唱完」，以及「走路痛VLOG」等系列

## 外部連結
- YouTube上的走路痛頻道
- 走路痛的Facebook專頁
- 走路痛的Instagram帳戶